# Team Rocket

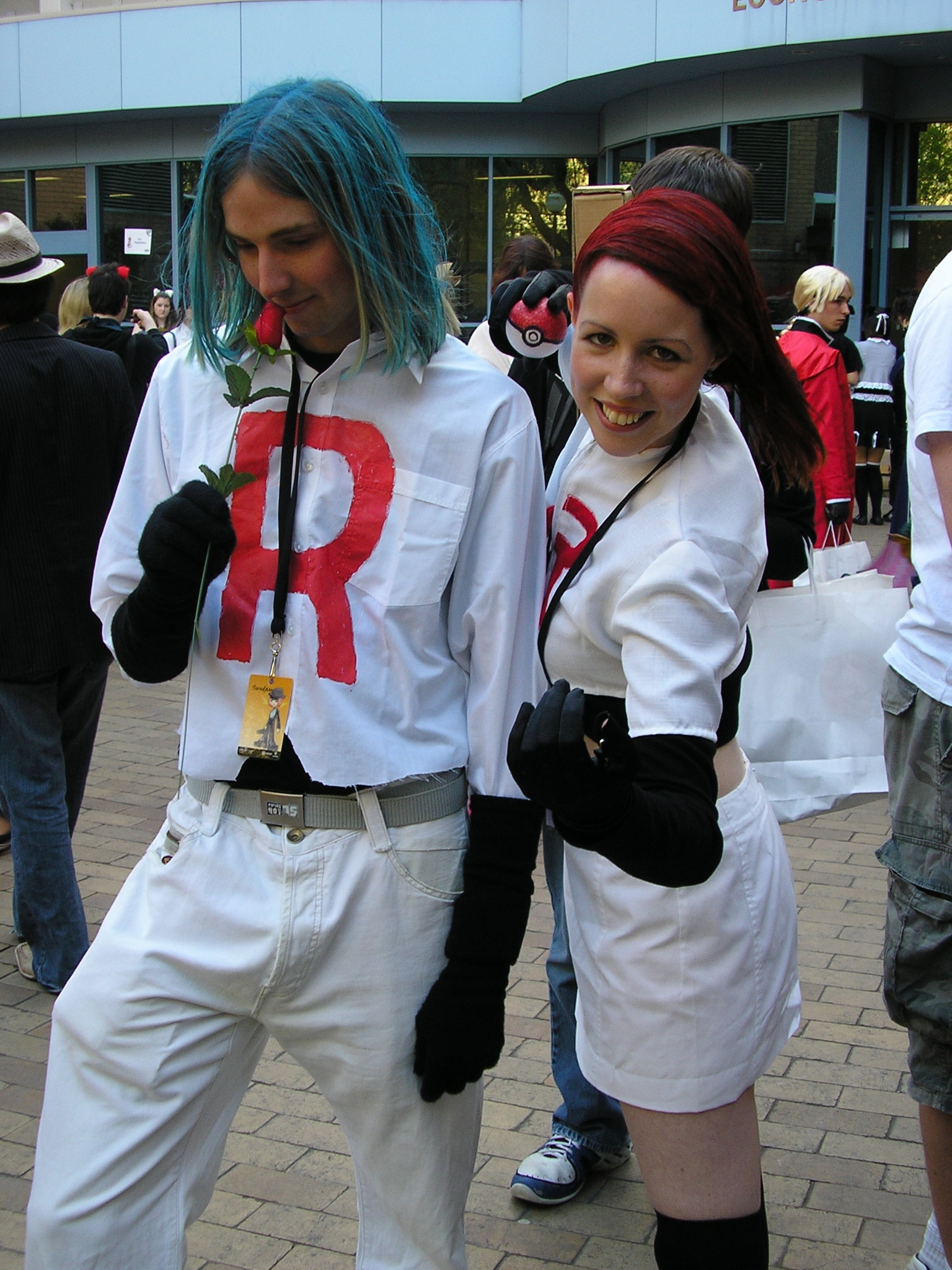
Cosplayare utklädda till James och Jessie.

Team Rocket (ロケット団 Roketto-dan, bokstavligen Raketgänget eller Raketkåren?) är det första brottssyndikatet som dök upp i Pokémon-serierna. Team Rockets främsta mål är att stjäla Pokémon och ta över världen. Organisationens ledare är det ondskefulla geniet Giovanni. Efter att ha debuterat i de första Pokémonspelen, Pokémon Röd och Blå, har de även framträtt i animen och Pokémon Trading Card Game.

## I spelen
I Pokémonspelen har spelaren i uppdrag att få stopp på Team Rockets kriminella aktiviteter. Spelen fokuserar på olika försök av organisationen att monopolisera hasardspel, övertaganden av städer, stölder och gisslantagande av inflytelserika personer i Kanto och Johto.
I Pokémon Röd, Blå, Yellow, Firered och Leafgreen, får spelaren i uppgift att omintetgöra ett antal av Team Rockets intriger, inklusive de i Celadon City, Saffron City, och, i Firered och Leafgreen, Sevii Islands, speciellt den femte ön. Giovanni är den åttonde och sista Pokémongymledaren, och organisationen splittras efter att spelaren har besegrat honom i en Pokémonstrid. I Firered och Leafgreen fortsätter dock några Team Rocket-agenter att arbeta i Sevii Islands tills även de besegrats av spelaren.
I Gold, Silver, Crystal, Heartgold och Soulsilver, försöker några Team Rocket-medlemmar vid namn Archer, Ariana, Petrel och Proton att återskapa organisationen och åter få den i arbete, medan de väntar på att Giovanni ska återvända. För att ta kontakt med honom, tar de över regionens radiotorn, för att sända ut ett meddelande till honom.